# Hispo alboguttata
Jerzego alboguttata là một loài nhện trong họ Salticidae.
Loài này thuộc chi Hispo. Hispo alboguttata được Eugène Simon miêu tả năm 1903.